# Раскрашенная сеть Петри
Раскрашенная сеть Петри (также цветная, окрашенная; англ. coloured Petri net, CP-net) — обратно совместимое расширение математического формализма сети Петри, позволяющее различать виды меток, используемые в сети. Для этого каждой метке приписывается некоторое значение, обычно называемое цветом (цвета принято применять для удобства визуализации и чтобы подчеркнуть, что над значениями меток в рамках формализма невозможны никакие операции, кроме проверки равенства). В процессе имитационного моделирования метке невозможно присвоить новое значение; в то же время, вместо цвета меткам могут быть приписаны значения, обладающие сложной внутренней структурой, то есть относящиеся к сложным типам данных и эти значения могут быть использованы в условиях срабатывания переходов.
Теорию и программное обеспечение для работы с раскрашенными сетями Петри длительное время разрабатывают в рабочей группе CPN Group Орхусского университета под руководством профессора Курта Йенсена (дат. Kurt Jensen). Кроме раскрашенных сетей Петри, группой разработано несколько других вариантов расширений сетей Петри, и поддержка их всех реализована в одном программном пакете — CPN-Tools, по этой причине некоторые исследователи раскрашенными сетями Петри называют другие формализмы разработки CPN Group.
В качестве программного представления цветных сетей Петри эта группа разработчиков использует специальную версию языка ML - CPN ML, являющуюся расширенной версией SML/NJ.